# Lina Santos
Lina Santos (Ciudad Acuña, Coahuila, 16 de marzo de 1966) es una actriz y empresaria mexicana.

## Biografía y carrera artística
Cuando tenía 6 años sus padres se separaron y se mudó con su madre a Del Rio, Texas, en donde transcurrió su infancia y adolescencia, estudiando en escuelas religiosas.
En 1985, Santos fue elegida señorita Coahuila y ese mismo año participó en el certamen Señorita México, a sus 19 años en donde quedó en cuarto lugar, llamando la atención a productores cinematográficos, quienes le ofrecieron diversos papeles, ella aceptó con la condición de no aparecer desnuda, esto debido a que estuvieron de moda del cine de ficheras en las que abundaron los desnudos.
Debutó a los 20 años con la cinta Los lavanderos en 1986, a esta le siguieron diversas cintas del género, y en las que trabajó con Alfonso Zayas, Alberto Rojas, Luis de Alba y César Bono. A la par de este tipo de cintas, también trabajó con Vicente Fernández en El macho (1987), en Pero sigo siendo el rey (1988), película biográfica de José Alfredo Jiménez, con Gaspar Henaine “Capulina” en su última película, Mi compadre Capulina en 1988 y diversas cintas de acción clase B.
A principios de los años 90 Lina incursionó en la música, formando parte junto a Paty Álvarez y Eva Garbo del grupo Las Tropicosas. También incursionó en televisión con la telenovela Alcanzar una estrella (1991) y más adelante participó en La chacala (1998) con Christian Bach y Jorge Rivero, en 2010 participó en la telenovela Pecadora, en cine se hubo mantenido vigente, debido a su participación en diversos videohomes.
Para el año 2012 Lina regresó a la televisión mexicana, participando en la telenovela Qué bonito amor, protagonizada por Danna García.

## Vida personal
En el año 2002 tuvo un accidente que casi la dejó paralítica al rodar por las escaleras de su casa de Acapulco, Guerrero, desde un segundo piso, situación que por casi tres años la mantuvo en silla de ruedas.

## Filmografía
- La cueva del peludo (casa de señoritas 2) (1994)... Lucy-Lucio
- Tres Mexicanos ardientes (1986)
- Los lavaderos (1986)
- Fuga al destino (1987)
- ¡Qué buena está mi ahijada! (1987)
- Los verduleros II (1987)... Rocío
- El macho (1987)
- Los gatos de las azoteas (1988)... Sara
- En peligro de muerte (1988)
- Pancho el Sancho (1988)
- Pero sigo siendo el rey (1988)
- La noche de la bestia (1988)... Ana
- Furia en la sangre (1988)
- Tenorio profesional (1989)
- Papá soltero (1989) (en el episodio "Atracción fatal")
- A Man in a Women's Prison (1989)
- Tres lancheros muy picudos (1989)... Linda
- Mi compadre Capulina (1989)
- El diario intimo de una cabaretera (1989)... Martha, amante de Marcelo
- Si mi cama hablara (1989)
- La diosa del puerto (1989)
- Oficio: Golfa (1990)
- Metiche y encajoso II (1990)
- Los demonios del desierto (1990)
- El día de los Albañiles IV (1990)
- A gozar, a gozar, que el mundo se va a acabar (1990)
- Violaciones, casos de la vida real (1990)
- Los curanderos (1990)
- Halcones de la frontera (1990)
- El gato violador (1990)... Doctora Hoffman
- La mafia en Jalisco (1991)
- Instinto asesino (1991)
- Donde quedó el colorado (1991)
- Bronco (1991)
- Alcanzar una estrella II (1991)... Lina (un episodio) (TV Series)
- Narcosatánicos diabólicos (1991)... Elena
- Burbujas de amor (1991)
- El jinete de la divina providencia (1991)
- Desvestidas y alborotadas (1991)
- El asesino del metro (1991)
- Polvo de muerte (1991)
- Perro rabioso 2 (1991)... Crysta
- De sangre mexicana II (1991)
- Contragolpe (1991)
- Persecución mortal (1992)
- Curado de espantos (1992)
- Al filo de terror (1992)... Sally
- Los verduleros 3 (1992)... Rocio
- Octagon and Mascara Sagrada in Fight to the Death (1992)
- Seducción sangrienta (1992)... Marta
- El potro indomable (1992)
- AR-15: Comando implacable (1992)
- Retando a la muerte (1993)... Cata (Vídeo)
- Perseguido (1993)... Melecia
- Chicas en peligro (1993) (Vídeo)
- Un cornudo muy picudo (1994) (Vídeo)
- Chile piquín (1994)
- ¿Me permites matarte? (1994)... Martha Cue
- Sur violento (1995)
- Pueblo de violencia (1995)... María Elena (Video)
- La risa en vacaciones 7(1995) (Video)
- Juego peligroso (1995)
- Mujeres infieles (1995)... Julieta
- Sucedió en Garibaldi (1995)... Lina
- Nuestra ciudad (1995)... Erika
- Las nenas del quinto patio (1995)
- Eva secuestrada y Adán... ¡como si nada! (1995)... Penélope
- Destino final (1996)
- Sangre de indio (1996)
- Sábado violento (1996)... Adriana
- Perversión (1996)
- La sombra de la muerte (1996)
- El valle de la muerte (1996)
- El chupacabreas (1996)... Amanda
- La rubia y la morena (1997) (Vídeo)
- El señor de los cielos (1997)... Laura (Vídeo)
- Dos colombianos (1997)
- Carga blanca (1997)... Lina
- La chacala (1997)... Brenda (TV Series)
- Los peluqueros (1997)... Lucha
- Dados cargados (1997)
- Conspiración exterminio (1998)
- Comando de mafiosos (1998) (Vídeo)
- Amanecer sangriento (1998) (Vídeo)
- Fraude en el sexenio (1998)
- Puño de lodo (1999) (Vídeo)
- La rubia y la morena 2 (1999) (Vídeo)
- La hija del halcón (1999) (Vídeo)
- Carnada de muerte (1999)
- Mi amigo el trampas (2000) (Vídeo)
- El carretonero (2000)
- 13 días antes de vivir (2000)
- La dama de rojo (2000)
- Gallos y caballos (2001) (Vídeo)
- Boda fatal (2001)... Noemi (Vídeo)
- Que se muera la Cabrona (2002) (Vídeo)
- La muerte de Rosaura (2002) (Video)
- Maten a la Cabrona (2002)... Daniela Rosales (Vídeo)
- Morelia de mis amores (2003)... Morelia
- La mafiosa- Una vieja de pocas pulgas (2004) (Vídeo)
- La loba (2004)
- El agricultor II (2004)... Cecilia
- La hacienda del terror (2005) (Vídeo)
- Hambre y sed del mojado (2005)... Cecilia (Vídeo)
- La mataviejitas (2006) (Video)
- La rosa de Guadalupe (2008)... Alejandra (TV Series) (En el episodio "Una manita de gato")
- Querida enemiga (2008)... Ximena (TV Series) (Dos episodios)
- Pecadora (2010)... Muñeca (TV Series) (Un episodio)
- Qué bonito amor (2012-2013)... Lourdes (TV Series)